# Rittergut Schmiedeberg
Das Rittergut Schmiedeberg war ein seit dem Ende des 16. Jahrhunderts nachgewiesenes Rittergut in Schmiedeberg im Landkreis Sächsische Schweiz-Osterzgebirge.

## Lage
Das Rittergut lag in der Ortsmitte gegenüber der Kirche von Schmiedeberg rund 436 Meter über NN. Es befand sich unweit südwestlich der Bundesstraße 170.

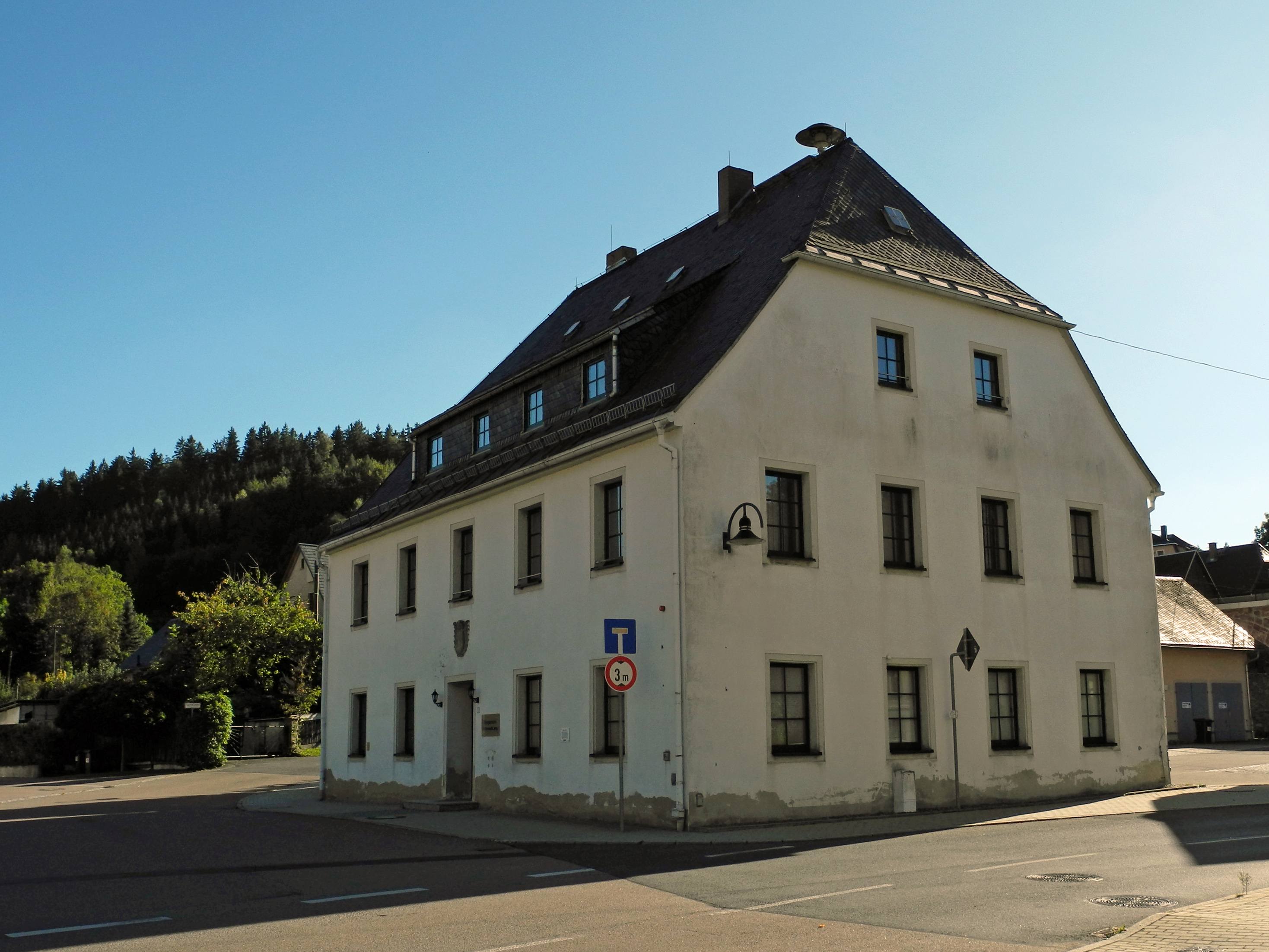
Forsthaus, 2018

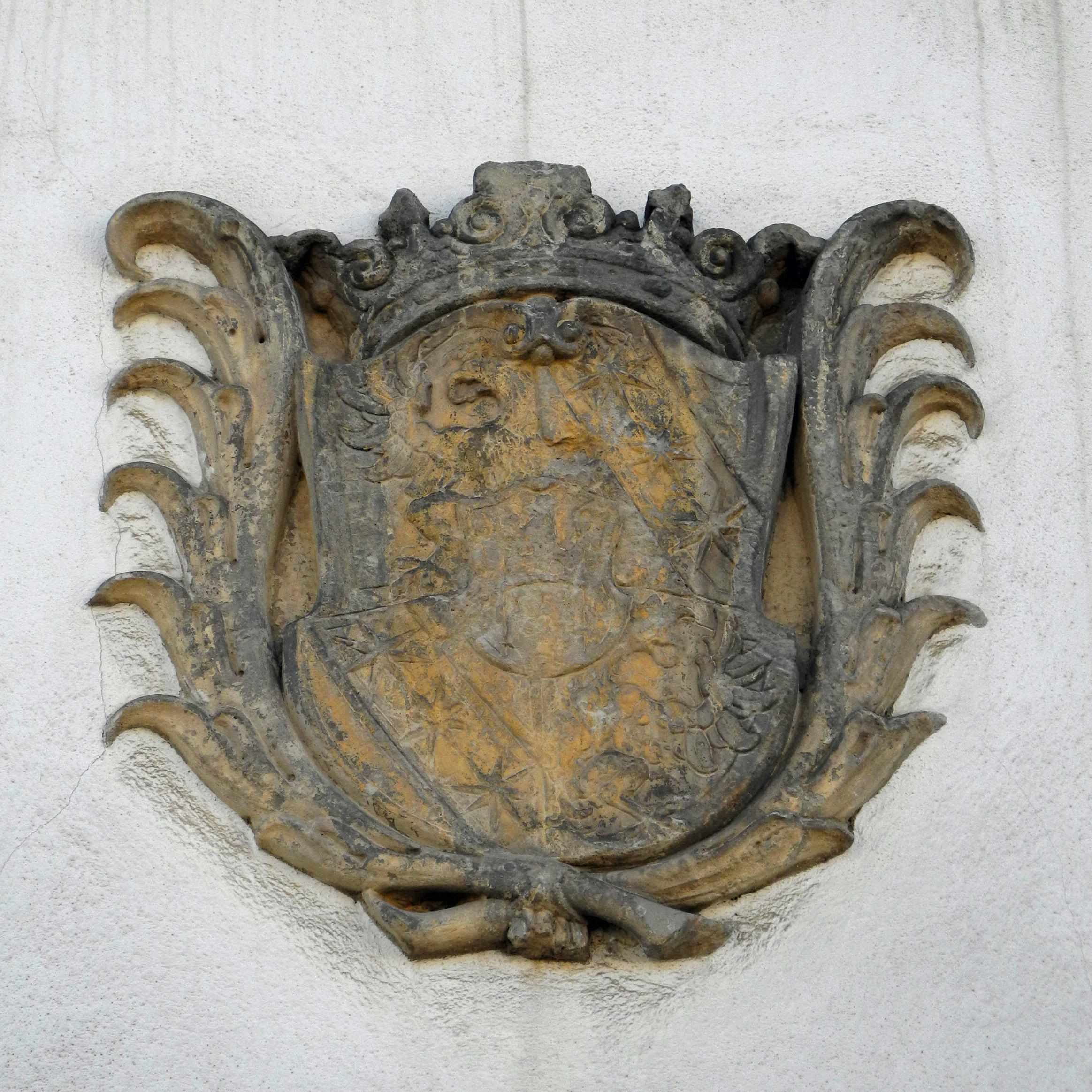
Wappen über der Tür, Spolie aus dem alten Herrenhaus

## Geschichte
Das aus einem 1564 erwähnten Vorwerk hervorgegangene Rittergut gehörte von 1564 Hans Georg und Heinrich Kölbel, die es an den Kurfürsten August verkauften. Ihnen folgten als Besitzer der Hofrat Hans von Berenstein 1579, Peter von Berenstein, Kammerrat Hans Kölbel zu Geising 1585, Dam von Berenstein 1602, Heinrich von Berenstein, der Hofmeister Hans Caspar von Körbitz 1613, Kurfürstin Magdalena Sybilla ab 1645, Oberhofmeister Baron Johann Georg von Rechenberg 1649, die Erben des Oberhofmeister von Rechenberg 1664,  Amtmann von Dippoldiswalde Bartholomäus de Sorlisi 1666, die Witwe Dorothee Elisabeth de Sorlisi 1672, Amtmann Daniel Jacobi 1676, Freiherr Johann Ägidias von Alemann und die Altenberger Zwitterstockgewerkschaft 1695. Nach dem Tode des Johann Ägidias von Alemann 1719 übernahm die Altenberger Zwitterstockgewerkschaft das Rittergut. 1875 wurde es Staatseigentum. Zu dieser Zeit gehörten 530 Hektar Waldfläche zu dem Rittergut. Im Jahre 1660 wurde auf dem Rittergut der Verwalter Georg Niehre genannt, dem auch ein Anteil  am Vorwerk Ruppendorf gehörte und der Kaufmann in Dresden war. Nach seinem Tod am 9. November 1668 in Ruppendorf, wurde Daniel Jacob Verwalter. Das Rittergut übte bis zum Jahre 1856 die Gerichtsbarkeit über Schmiedeberg, Falkenhain, Oberjohnsbach und Dönschten aus. Das Wappen am Eingang des ehemaligen Forsthauses wurde von den älteren Herrenhäusern übernommen, 1876 war es an den Westgiebel der Oberförstereischeune und schließlich 1930 an der jetzigen Stelle eingemauert worden und zeigt einen Greif, in dessen Brust das inneliegende Wappen derer von Rechenberg, und über dem Wappen eine Krone. 1877 begannen die Planungen für die heutige Wegführung der Pöpeltalstraße, die schließlich nach dem Brand von 1878 durch das damalige Hofareal gebaut und nochmals in dem Jahre 1900 verbreitert wurde. 1927 wird berichtet, dass der Turmknopf und die Wetterfahne vom alten Herrenhaus im Heimatmuseum aufbewahrt werden.

## Gebäude und Park
Das markante ehemalige Forsthaus wurde ab 1878 erbaut, diente von 1954 bis 2015 als Gemeindeamt. Es trägt ein Wappen über dem Türrahmen aus dem alten Herrenhaus, das sich weiter zurückliegend befand, und in den Jahren 1663 bis 1666 gebaut und 1878 abgetragen wurde. Der Besitzer Johann Georg von Rechenberg begann mit dem Bau, nach seinem Tod 1664 ließ Bartholomäus von Sorlisi den Bau des Dachgeschosses vollenden.
Das ehemalige Ensemble bestand jeweils aus einem Wirtschaftsgebäude links und rechts der Weißeritzbrücke (heute Straßenbrücke Abzweig B170 / ins Pöpeltal, die Straße führte früher um das Gut herum), auf der linken Seite dahinter gelegen das aus Stein gebaute Herrenhaus mit einem Festsaal, hohen Fenstern und einem hohen Steildach und zwei kleinen Türmen an den Außenseiten des Daches, daneben eine Parkanlage und die Hofmühle. Dem Herrenhaus gegenüber befanden sich zwei zusammengebaute Wirtschaftsgebäude, dahinter liegend ein weiteres Wirtschaftsgebäude. Das Gebäudeensemble war von einer hohen Hofmauer umgeben. Während des Dreißigjährigen Krieges wurden alle Gebäude eingeäschert. Der Wiederaufbau begann nach 1639. 1868 erfolgte der Abriss eines bewohnbaren Stallgebäudes und Umbau eines vorherigen Wirtschaftsgebäudes in ein bewohnbaren Haus. Nachdem am 1. Mai 1878 ein Brand im Heuboden der Rinderstallungen ausbrach, griff das Feuer auf die übrigen Gebäude über, lediglich das alte Herrenhaus blieb verschont. Die Gebäude das: Pachtwohnhaus mit Stallung, Scheune, Spritzenhaus nebst Bubenschuppen & Zwischenbau sind im selbigen Jahr abgetragen worden. Vor dem heutigen Herrenhaus mit der damaligen Parzellennummer 21, zwischen Rittergut und der Roten Weißeritz befand sich der alte Schmiedeberger Marktplatz, welcher bis in das 20. Jahrhundert genutzt wurde.

## Vasallenbergamt
Das Vasallenbergamt Schmiedeberg wird bereits im Jahre 1662 im Bergbuch (1662–1851) daselbst genannt. Aus dieser Zeit stammt auch das noch verbliebene Wappen des Georg von Rechenberg. Die Besitzer des Gutes waren Bergrichter, denen je einen Bergmeister unterstand. Der zu der vorgenannten Zeit amtierende Bergmeister hieß Paul Prüstel, 1689 übernahm Hans Rudolph das Amt. Es hatte das Recht der Verleihung von Bergregalen, der vorhandenen Zinn- und Eisensteinbodenschätze.

## Forstamt
Nach dem Erwerb durch den Königlichen Staatsfiskus wurden mit den bestanden 530 Hektar Rittergutswaldungen das Neue fiskalische Forstrevier Schmiedeberg mit der Oberförsterei dem Forsthaus daselbst und dem späteren oberen Forsthaus in der Buschmühle eingerichtet. Erster Oberförster hier des neuen Forstrevier wurde Carl Franz Moritz Schmidt im November 1876, ihm folgte der Oberförster Friedrich Gustav Winter im Januar 1877 und im Oktober 1896 der Oberförster Georg Gustav von Oppen denen weitere folgten. 1953 wurde das Forstamt geschlossen.